# Nekrolog 1798
Nekrolog
◄◄
| ◄
| 1794
| 1795
| 1796
| 1797
| 1798 | 1799 | 1800 | 1801 | 1802 | ► | ►►
Weitere Ereignisse | Allgemeiner Nekrolog 1798
Die Beschreibung der verstorbenen Person sollte so kurz wie möglich gehalten sein und nur deren signifikante Tätigkeit(en) enthalten.
Neue Namen ggf. auch unter dem Geburts- und Sterbedatum, also etwa unter 1. Januar und im Geburts- und Sterbejahr (2024) eintragen (nur bei entsprechender großer Wichtigkeit). Für Beispiele siehe die schon vorhandenen Artikel.
Außerdem über die fünf zuletzt Verstorbenen, zu denen es einen ausreichend guten Artikel für eine Präsentation auf der Hauptseite gibt, nach der todesbedingten Überarbeitung der Artikel ggf. auch unter Wikipedia Diskussion:Hauptseite informieren und sie am besten auch in den anderen Wikipedia-Sprachversionen eintragen. Tipp: Regelmäßig bei news.google.de nach „ist tot“, „gestorben“ oder „verstorben“ suchen.
Wenn eine Person gestorben ist, gibt es viele Seiten zu dieser Person in der Wikipedia, die davon auch betroffen sind und entsprechend aktualisiert werden müssen. Beispiele: Namenübersichtsseite, Geburtsjahr, Geburtsort-Seiten und viele mehr.
Wie finde ich die betroffenen Seiten?
Im Suchfeld auf der linken Seite gibt man den Suchbegriff so ein: „Vorname Nachname“. Dann klickt man auf Volltext und alle Seiten mit entsprechendem Suchtext werden aufgerufen. Hier sieht man dann schnell, wo auch das Todesjahr Sinn macht oder sogar ein Teil des Artikels angepasst werden muss. Auch hilft das „Werkzeug“ auf der linken Seite sehr gut, um solche Seiten aufzufinden: „Links auf diese Seite“. Somit ist die Wikipedia wieder aktuell in allen Bereichen! Hinweis: bei Eintragung der Kategorie „Gestorben JAHR“ wird der Missbrauchsfilter 49 ausgelöst, was jedoch nicht schlimm ist. Siehe: Spezial:Missbrauchsfilter/49
Dies ist eine Liste von im Jahr 1798 verstorbenen bekannten Persönlichkeiten. Die Einträge erfolgen innerhalb der einzelnen Daten alphabetisch sortiert. Tiere sind im Nekrolog für Tiere zu finden.

## Januar
| Tag        | Name                                         | Beruf, bekannt als | Alter | Beleg |
| ---------- | -------------------------------------------- | --- | ----- | ----- |
| 2. Januar  | Wilhelm von Freytag                          | Feldmarschall Kurfürstentum Braunschweig-Lüneburg | 77    |       |
| 4. Januar  | Giuseppe Giordani                            | italienischer Komponist der Klassik | 46    |       |
| 4. Januar  | Gavin Hamilton                               | britischer Maler, Archäologe und Kunsthändler |       |       |
| 5. Januar  | William Flackton                             | englischer Komponist, Musiker und Verleger | 88    |       |
| 11. Januar | Erekle II.                                   | georgischer König | 77    |       |
| 14. Januar | Franz Wilhelm von Öttingen                   | Dompropst in Köln und Domherr in Münster | 72    |       |
| 16. Januar | Emanuel Ernst Albrecht von Czettritz         | preußischer Generalmajor | 68    |       |
| 9. Januar  | Pedro Pablo Abarca de Bolea, conde de Aranda | spanischer Politiker, Minister, Militärperson | 78    |       |
| 14. Januar | Otto Friedrich Butendach                     | deutscher evangelisch-reformierter Theologe | 67    |       |
| 18. Januar | Ulrich Carl von Bassewitz                    | mecklenburgischer Gutsbesitzer, preußischer Offizier, letzter gemeinsamer Ahn der heutigen Angehörigen der Familie von Bassewitz in der Mecklenburgischen Hauptlinie | 68    |       |
| 20. Januar | Christian Cannabich                          | deutscher Violinist, Kapellmeister und Komponist |       |       |
| 22. Januar | Lewis Morris                                 | britisch-US-amerikanischer Landbesitzer, Unterzeichner der Unabhängigkeitserklärung der USA, einer der Gründerväter der USA                                          | 71    |       |
| 22. Januar | Matija Antun Relković                        | kroatischer Literat der Aufklärung | 66    |       |
| 25. Januar | Anselm Viola i Valentí                       | katalanischer Musikpädagoge und Komponist |       |       |
| 26. Januar | Christian Gottlob Neefe                      | deutscher Komponist, Organist, Kapellmeister und Musikwissenschaftler                                                                                                | 49    |       |
| 28. Januar | Zanobi del Rosso                             | italienischer Architekt und Dichter | 73    |       |

## Februar
| Tag         | Name                                       | Beruf, bekannt als                                                                                          | Alter | Beleg |
| ----------- | ------------------------------------------ | --- | ----- | ----- |
| 1. Februar  | Johann Christoph Berndt                    | deutscher Spiegelmacher, Kupferstecher, Mechanikus und Globenbauer                                          | ≈90   |       |
| 1. Februar  | Josef Gerl                                 | österreichischer Architekt                                                                                  | 63    |       |
| 2. Februar  | Carl Abraham Gütschow                      | Advokat, Kaufmann und Ratsherr der Hansestadt Lübeck                                                        |       |       |
| 2. Februar  | Jacob Hermann Obereit                      | Schweizer Schriftsteller, Philosoph, Wundarzt und Wiederentdecker einer Nibelungenhandschrift               | 72    |       |
| 3. Februar  | Marie-Maximilienne de Silvestre            | französische Malerin                                                                                        | 90    |       |
| 4. Februar  | Sigismund Rudolph von Berge und Herrendorf | preußischer Landrat                                                                                         | 77    |       |
| 9. Februar  | Friedrich Ernst Constantin von Arnold      | deutscher Landrat und Gutsbesitzer                                                                          | 57    |       |
| 9. Februar  | Franz Joseph Soll                          | Kirchenmaler des Rokoko                                                                                     |       |       |
| 12. Februar | Stanislaus II. August Poniatowski          | letzter König von Polen und Großfürst von Litauen                                                           | 66    |       |
| 13. Februar | Christian Friedrich Schwartz               | deutscher evangelisch-lutherischer Missionar in Indien                                                      | 71    |       |
| 13. Februar | Wilhelm Heinrich Wackenroder               | deutscher Schriftsteller der Romantik                                                                       | 24    |       |
| 15. Februar | Pierre Bayen                               | französischer Chemiker                                                                                      | 73    |       |
| 15. Februar | Johann Baptist Enderle                     | deutscher Barockmaler                                                                                       | 72    |       |
| 17. Februar | Gabriel Ludwig Henckel von Donnersmarck    | preußischer Landrat                                                                                         | 47    |       |
| 25. Februar | Thaddäus Huber                             | österreichischer Komponist                                                                                  | 55    |       |
| 25. Februar | Louis-Jules Mancini-Mazarini               | französischer Politiker und Schriftsteller                                                                  | 81    |       |
| 25. Februar | Johann Friedrich von Normann               | königlich preußischer Generalmajor und zuletzt Kommandeur des Depotbataillons im Infanterie-Regiment Nr. 18 | 63    |       |
| 25. Februar | Johann Siegmund von Oppel                  | Landschaftskassendirektor, Geheimer Rat                                                                     | 67    |       |
| 27. Februar | Johann Julius Hummel                       | deutscher Musikverleger                                                                                     | 69    |       |
| 27. Februar | Heinrich Ferdinand Möller                  | deutscher Schauspieler und Schriftsteller                                                                   |       |       |
| 28. Februar | Johann Andreas Heinemann                   | hessischer Orgelbauer                                                                                       | 81    |       |
| Februar     | Anselm Franz Speck                         | Glockengießer in Heidelberg                                                                                 |       |       |

## März
| Tag      | Name                                               | Beruf, bekannt als                                                         | Alter | Beleg |
| -------- | -------------------------------------------------- | -------------------------------------------------------------------------- | ----- | ----- |
| 5. März  | Karl Ludwig von Erlach                             | Schweizer General                                                          | 51    |       |
| 6. März  | Bernhard Bierbaum                                  | deutscher Abt                                                              | 67    |       |
| 8. März  | Franz Cölestin von Beroldingen                     | deutscher Theologe und Geologe                                             | 57    |       |
| 9. März  | Friederike Dorothea Sophia von Brandenburg-Schwedt | Prinzessin von Brandenburg-Schwedt, durch Heirat Herzogin von Württemberg  | 61    |       |
| 13. März | Genovefa Weber                                     | deutsche Opernsängerin und Schauspielerin, Mutter von Carl Maria von Weber | 34    |       |
| 16. März | Aloys Blumauer                                     | österreichischer Schriftsteller                                            | 42    |       |
| 16. März | Benedikt Josef von Koller                          | dramatischer Dichter                                                       | 30    |       |
| 17. März | Martial-Louis de Beaupoil de Saint-Aulaire         | französischer Bischof                                                      | 79    |       |
| 17. März | Johann Friedrich Mayer                             | deutscher Pfarrer und Agrarreformer                                        | 78    |       |
| 17. März | Lewis Allaire Scott                                | US-amerikanischer Politiker                                                | 39    |       |
| 19. März | Johann Christian Foerster                          | deutscher Philosoph, Historiker und Staatswissenschaftler                  | 62    |       |
| 21. März | Albert Philipp Frick                               | deutscher Jurist und Hochschullehrer                                       | 64    |       |
| 30. März | Johann Nepomuk Kaňka senior                        | Jurist und Komponist                                                       |       |       |

## April
| Tag       | Name                                   | Beruf, bekannt als                                                      | Alter | Beleg |
| --------- | -------------------------------------- | ----------------------------------------------------------------------- | ----- | ----- |
| 1. April  | Johann Wilhelm Schmid                  | deutscher evangelischer Theologe                                        | 53    |       |
| 3. April  | Ludger Zurstraßen                      | deutscher Geistlicher, Priester und Abt des Klosters Liesborn           | 66    |       |
| 4. April  | Johann Nepomuk Hunczovsky              | österreichischer Arzt                                                   | 45    |       |
| 5. April  | Heinrich-Johann von Droste zu Hülshoff | deutscher fürstbischöflicher Generalleutnant und Gouverneur von Münster | 63    |       |
| 9. April  | Josef Friedrich Wilhelm                | Fürst von Hohenzollern-Hechingen (1750–1798)                            |       |       |
| 11. April | Karl Wilhelm Ramler                    | deutscher Dichter und Philosoph                                         | 73    |       |
| 21. April | Alexander Hood                         | britischer Kapitän und Marineoffizier                                   | 39    |       |
| 22. April | Matthias Munggenast                    | österreichischer Barockbaumeister                                       | 69    |       |
| 22. April | Sebastian Seemiller                    | deutscher katholischer Theologe                                         | 45    |       |
| 23. April | Georg Friedrich Werner                 | deutscher Vermessungstechniker, Bautechniker und Hochschullehrer        | 43    |       |
| 25. April | Paul Schmidt                           | deutscher Orgelbauer                                                    |       |       |
| 26. April | Anton Braun                            | deutscher Violinist und Komponist                                       | 69    |       |
| 29. April | Robert Palk, 1. Baronet                | britischer Kolonialgouverneur                                           | 80    |       |
| 29. April | Nicolaus Poda von Neuhaus              | österreichischer Entomologe und Jesuit                                  | 74    |       |
| 29. April | Johann Schott                          | Kirchenrechtler und Theologe                                            | 52    |       |

## Mai
| Tag     | Name                                        | Beruf, bekannt als | Alter | Beleg |
| ------- | ------------------------------------------- | --- | ----- | ----- |
| 2. Mai  | Maarten Houttuyn                            | niederländischer Arzt und Naturkundler                                                                                   |       |       |
| 5. Mai  | Ernst Ludwig von Pfuhl                      | preußischer General der Infanterie, Gouverneur der Zitadelle Spandau, Generalinspekteur der brandenburgischen Infanterie | 81    |       |
| 6. Mai  | Anselm Feldhorn                             | österreichischer Benediktiner-Abt                                                                                        | 59    |       |
| 9. Mai  | Georg Ernst von und zu Gilsa                | deutscher Offizier, Obrist, Kriegsrat und Obereinnehmer                                                                  | 57    |       |
| 10. Mai | Georg von Stengel                           | kurpfälzischer Kanzleidirektor und Staatsrat                                                                             | 77    |       |
| 10. Mai | George Vancouver                            | britischer Offizier in der Royal Navy und Entdecker                                                                      | 40    |       |
| 14. Mai | David Ruhnken                               | deutsch-niederländischer Gelehrter und Bibliothekar der Universitätsbibliothek Leiden                                    | 75    |       |
| 14. Mai | Carl Gottlieb Svarez                        | preußischer Jurist und Justizreformer                                                                                    | 52    |       |
| 14. Mai | Friedrich August Valentin Voit von Salzburg | königlich preußischer Generalmajor sowie ansbachischer Oberst                                                            | 63    |       |
| 15. Mai | John Fell                                   | US-amerikanischer Politiker                                                                                              | 77    |       |
| 15. Mai | Thomas Jenkins                              | britischer Maler, Kunstsammler, Antikenhändler und Bankier                                                               | 75    |       |
| 16. Mai | Joseph Hilarius Eckhel                      | österreichischer Ordensgeistlicher, Numismatiker                                                                         | 61    |       |
| 20. Mai | Erland Samuel Bring                         | schwedischer Mathematiker                                                                                                | 61    |       |
| 22. Mai | Thomas Chandler junior                      | Vermonter Kolonialführer, US-amerikanischer Politiker und Richter                                                        | 57    |       |
| 25. Mai | Asmus Carstens                              | deutscher Maler | 44    |       |
| 25. Mai | Kazimierz Nestor Sapieha                    | polnischer Generaladjutant und Marschall                                                                                 | 41    |       |
| 27. Mai | Franz Pinck                                 | Warschauer Bildhauer deutscher Abstammung                                                                                |       |       |
| 29. Mai | Karl von Hertzberg                          | preußischer Generalleutnant                                                                                              | 66    |       |
| 30. Mai | Nikolaus Wilhelm Schröder                   | deutscher Orientalist und Bibliothekar                                                                                   | 76    |       |
| Mai     | Johann Heinrich Müntz                       | schweizerischer Landschaftsmaler, Zeichner, Radierer, Baumeister und Gartengestalter                                     | 70    |       |

## Juni
| Tag      | Name                                       | Beruf, bekannt als                                                                                             | Alter | Beleg |
| -------- | ------------------------------------------ | --- | ----- | ----- |
| 1. Juni  | Johann Friedrich von Herrenschwand         | Schweizer Arzt                                                                                                 | 83    |       |
| 1. Juni  | Siegfried Rudolph von Wagner und Wagenhoff | preußischer Landrat                                                                                            |       |       |
| 4. Juni  | Nathan Bryan                               | US-amerikanischer Politiker                                                                                    |       |       |
| 4. Juni  | Giacomo Casanova                           | italienischer Abenteurer und Schriftsteller                                                                    | 73    |       |
| 7. Juni  | Johann Gottlieb Theophil Bosseck           | deutscher lutherischer Orientalist und Hebraist                                                                | 80    |       |
| 9. Juni  | Johann Georg Pforr                         | deutscher Tiermaler                                                                                            | 53    |       |
| 13. Juni | Gustav Christian Hartmann                  | deutscher Jurist, Königlich Großbritannischer und Kurfürstlich Braunschweig-Lüneburgischer Kanzlei- und Hofrat | 59    |       |
| 14. Juni | Christian Karl Wilhelm von Leutsch         | königlich preußischer Generalmajor                                                                             | 75    |       |
| 15. Juni | Alexis-Jean-Pierre Paucton                 | französischer Mathematiker                                                                                     | 66    |       |
| 16. Juni | Ignaz Pfefferkorn                          | Ordensgeistlicher, Missionar und Naturforscher                                                                 | 71    |       |
| 20. Juni | Jeremy Belknap                             | amerikanischer Historiker                                                                                      | 54    |       |
| 23. Juni | Anton von Leubnitz                         | kurfürstlich-sächsischer Diplomat, Kammerherr und Kreishauptmann                                               |       |       |
| 24. Juni | Anne Gabriel de Boulainvilliers            | französischer Magistrat                                                                                        | 73    |       |
| 24. Juni | Maria Christina von Österreich             | Erzherzogin | 56    |       |
| 24. Juni | Rigas Velestinlis                          | griechischer Schriftsteller und Revolutionär                                                                   |       |       |
| 25. Juni | Martin Joseph Prandstätter                 | österreichischer Jakobiner                                                                                     | 37    |       |
| 25. Juni | Thomas Sandby                              | britischer Zeichner, Aquarellmaler, Architekt und Lehrer                                                       |       |       |
| 29. Juni | Kaat Mossel                                | niederländische Muschelhändlerin und Volksheldin                                                               | 75    |       |
| 30. Juni | Jacques-François de Corday d’Armont        | französischer Adliger                                                                                          |       |       |
| 30. Juni | Aurelio de’ Giorgi Bertola                 | italienischer Dichter                                                                                          |       |       |

## Juli
| Tag      | Name                                       | Beruf, bekannt als                                     | Alter | Beleg |
| -------- | ------------------------------------------ | ------------------------------------------------------ | ----- | ----- |
| 1. Juli  | Johann Friedrich Mende                     | deutscher Maschinenbauer                               | 54    |       |
| 2. Juli  | François-Louis Bourdon                     | französischer Politiker                                | 40    |       |
| 2. Juli  | John Fitch                                 | US-amerikanischer Techniker und Erfinder               | 55    |       |
| 6. Juli  | Adrien Duport                              | Politiker während der Französischen Revolution         | 39    |       |
| 9. Juli  | Heinrich Palmaz von Leveling               | deutscher Mediziner                                    | 55    |       |
| 15. Juli | Gaetano Pugnani                            | italienischer Violinist und Komponist                  | 66    |       |
| 16. Juli | Christian Gottfried Hahmann                | deutscher Baumeister                                   | 59    |       |
| 17. Juli | Henry Joy McCracken                        | irischer Textilunternehmer und Freiheitskämpfer        | 30    |       |
| 19. Juli | Johann Gottfried Malleck                   | österreichischer Orgelbauer                            | 64    |       |
| 21. Juli | Charles Joseph de Croix, comte de Clerfait | österreichischer Feldmarschall                         | 64    |       |
| 21. Juli | John Kelly of Killanne                     | irischer Freiheitskämpfer                              |       |       |
| 22. Juli | Johann Daniel Schade                       | deutscher Architekt                                    |       |       |
| 25. Juli | Carl Rudolph von Mosch                     | königlich preußischer General-Lieutenant               | 80    |       |
| 26. Juli | Mauritius Elbel                            | Abt des Klosters Osek                                  | 68    |       |
| 27. Juli | Ernestine Christine Reiske                 | deutsche Autorin und Privatgelehrte                    | 63    |       |
| 29. Juli | Adolph Bogislav Grulich                    | lutherischer Theologe                                  | 69    |       |
| 29. Juli | Melancton Smith                            | US-amerikanischer Offizier, Händler und Politiker      | 54    |       |
| 31. Juli | Thomas von Trattner                        | österreichischer Buchdrucker, Buchhändler und Verleger |       |       |

## August
| Tag        | Name                                 | Beruf, bekannt als                                                 | Alter | Beleg |
| ---------- | ------------------------------------ | ------------------------------------------------------------------ | ----- | ----- |
| 1. August  | François-Paul Brueys d’Aigalliers    | Kommandeur der französischen Flotte in der Schlacht bei Abukir     | 45    |       |
| 1. August  | Luc-Julien-Joseph Casabianca         | französischer Marineoffizier                                       | 36    |       |
| 1. August  | Aristide Aubert Dupetit-Thouars      | französischer Admiral und Seefahrer                                | 37    |       |
| 1. August  | John Swanwick                        | US-amerikanischer Politiker                                        |       |       |
| 4. August  | Friedrich Wilhelm Köhler             | sächsischer evangelisch-lutherischer Pfarrer und Chronist          | 57    |       |
| 6. August  | Eberhard Heinrich Löhr               | deutscher Bankier und Ratsherr                                     | 73    |       |
| 8. August  | Erhard Kuglmayr                      | 45. Generalminister der Kapuziner                                  | 83    |       |
| 11. August | Joshua Clayton                       | US-amerikanischer Politiker                                        | 54    |       |
| 14. August | Christian David Lenz                 | deutsch-baltischer Geistlicher                                     | 77    |       |
| 15. August | Felice Alessandri                    | italienischer Cembalist und Opernkomponist                         | 50    |       |
| 15. August | Gottlob Naumann                      | preußischer Regimentsquartiermeister und militärhistorischer Autor | 79    |       |
| 15. August | Edward Waring                        | englischer Mathematiker                                            |       |       |
| 18. August | John Lewis Gervais                   | US-amerikanischer Politiker                                        |       |       |
| 21. August | Johann Ludwig von Hordt              | preußischer Generalleutnant und Gouverneur der Zitadelle Spandau   |       |       |
| 21. August | Johann Jakob Huber                   | Schweizer Astronom                                                 | 64    |       |
| 21. August | James Wilson                         | US-amerikanischer Rechtstheoretiker und Gründervater               | 55    |       |
| 25. August | Christian August von Waldeck-Pyrmont | österreichischer und portugiesischer General                       | 53    |       |
| 28. August | Aleksandra Ogińska                   | polnische Magnatin                                                 | 68    |       |
| 30. August | Matthias Wilhelm von Below           | preußischer Generalleutnant, Gouverneur der Festung Stettin        | 76    |       |

## September
| Tag           | Name                                           | Beruf, bekannt als                                                               | Alter | Beleg |
| ------------- | ---------------------------------------------- | -------------------------------------------------------------------------------- | ----- | ----- |
| 1. September  | Christian Friedrich Exner                      | Architekt                                                                        | 80    |       |
| 1. September  | Saint John Honeywood                           | amerikanischer Dichter                                                           | 35    |       |
| 2. September  | Michael Gröll                                  | deutschstämmiger Drucker, Verleger, Buchhändler und Hofrat                       | 75    |       |
| 5. September  | Joshua Coit                                    | US-amerikanischer Politiker                                                      | 39    |       |
| 7. September  | Peter Frederik Suhm                            | dänisch-norwegischer Historiker                                                  | 69    |       |
| 9. September  | Johann Melchior Wyrsch                         | Schweizer Porträtist                                                             | 66    |       |
| 11. September | Ulrich Bräker                                  | Schweizer Schriftsteller                                                         | 62    |       |
| 14. September | Johann Martin Maximilian Einzinger von Einzing | deutscher Jurist und Schriftsteller                                              | 73    |       |
| 16. September | Dominik Graf Teleki von Szék                   | ungarischer Adeliger und Jurist                                                  | 25    |       |
| 18. September | Samuel Benjamin Klose                          | deutscher Geschichtsforscher, Buchautor und Lehrer                               | 68    |       |
| 18. September | Georg Andreas Will                             | deutscher Historiker und Hochschullehrer                                         | 71    |       |
| 21. September | George Read                                    | britisch-US-amerikanischer Jurist und Staatsmann, einer der Gründerväter der USA | 65    |       |
| 25. September | Christoph Karl Friedrich von Bardeleben        | preußischer Generalmajor                                                         | 71    |       |
| 26. September | Karl Joseph von Mirbach                        | deutscher Adeliger und Domherr                                                   | 80    |       |
| 26. September | Maternus Reuß                                  | fränkischer Mönch, Philosoph und Hochschullehrer                                 | 47    |       |
| 26. September | Joseph Nikolaus de Vins                        | österreichischer Offizier                                                        |       |       |
| 27. September | Johann Friedrich Ludwig Jordan von Esebeck     | pfalz-zweibrückischer Staatsminister                                             | 57    |       |
| 27. September | Johann Gottlieb Portmann                       | deutscher Komponist                                                              | 58    |       |

## Oktober
| Tag         | Name                                 | Beruf, bekannt als                                                     | Alter | Beleg |
| ----------- | ------------------------------------ | ---------------------------------------------------------------------- | ----- | ----- |
| 3. Oktober  | Gotthilf Christian Reccard           | deutscher evangelischer Theologe und Astronom                          | 63    |       |
| 5. Oktober  | Antoine de Chézy                     | französischer Hydraulik-Ingenieur                                      | 80    |       |
| 5. Oktober  | Luís António de Sousa Botelho Mourão | portugiesischer Beamter                                                | 76    |       |
| 10. Oktober | Carl Gottfried Neuendorf             | deutscher Theologe, Pädagoge und Philanthrop                           | 47    |       |
| 17. Oktober | Johann Samuel Göbel                  | kursächsischer Finanzsekretär und Historiker                           | 36    |       |
| 19. Oktober | Georg von Graevenitz (General, 1731) | preußischer Generalmajor und Kommandant von Breslau                    | 67    |       |
| 20. Oktober | Studholme Hodgson                    | britischer Militär; Field Marshal                                      |       |       |
| 20. Oktober | Joshua Seney                         | US-amerikanischer Politiker                                            | 42    |       |
| 21. Oktober | Elias Christoph Krafft               | deutscher Theologe                                                     | 50    |       |
| 21. Oktober | Johann Christoph Schmügel            | deutscher Komponist                                                    |       |       |
| 22. Oktober | Johann Georg Mesmer                  | deutscher Kirchenmaler des Barock in Oberschwaben und der Innerschweiz | 83    |       |
| 22. Oktober | Jozef Sułkowski                      | polnischer und französischer Offizier                                  | 25    |       |
| 27. Oktober | Joseph Ussermann                     | deutscher Benediktiner, Theologe und Historiker                        | 60    |       |
| 28. Oktober | Esteban José Martínez                | spanischer Seefahrer                                                   |       |       |
| 30. Oktober | Anton Hickel                         | böhmischer Maler                                                       |       |       |
| Oktober     | Jean-Guillaume Bruguière             | französischer Naturforscher                                            |       |       |

## November
| Tag          | Name                                      | Beruf, bekannt als                                                    | Alter | Beleg |
| ------------ | ----------------------------------------- | --------------------------------------------------------------------- | ----- | ----- |
| 2. November  | Jean-Joseph d’Apcher                      | französischer Adliger                                                 | 50    |       |
| 2. November  | Charles de Wailly                         | französischer Architekt und Stadtplaner                               | 67    |       |
| 10. November | Allen Jones                               | US-amerikanischer Politiker                                           | 58    |       |
| 10. November | Gabriel Lenkiewicz                        | Generalvikar der Societas Jesu (Jesuitenorden)                        | 76    |       |
| 10. November | Hermann Andreas Pistorius                 | deutscher evangelisch-lutherischer Theologe und Geistlicher           | 68    |       |
| 11. November | Friedrich Karl von Moser                  | deutscher Politiker und Staatswissenschaftler                         | 74    |       |
| 13. November | Richard Tecker                            | Theologe und Direktor der Universitätsbibliothek Graz                 | 66    |       |
| 14. November | Ajima Naonobu                             | japanischer Mathematiker                                              |       |       |
| 15. November | Angelo Amorevoli                          | italienischer Opernsänger (Tenor)                                     | 82    |       |
| 15. November | Georg Blohm                               | Kaufmann und Bürgermeister in Lübeck                                  | 65    |       |
| 17. November | Ignác Batthyány                           | römisch-katholischer Bischof                                          | 57    |       |
| 18. November | Friedrich Heinrich Wilhelm von Zollikofer | preußischer Generalmajor                                              | 61    |       |
| 19. November | Theobald Wolfe Tone                       | irischer Unabhängigkeitskämpfer                                       | 35    |       |
| 20. November | Blasius Columban von Bender               | österreichischer Offizier                                             | 85    |       |
| 21. November | Dietrich Gottfried Lamprecht              | Jurist, Lübecker Ratsherr                                             |       |       |
| 23. November | Carl Otto von Arnim                       | preußischer Landrat                                                   | 50    |       |
| 23. November | Johann Eberhard Stüve                     | deutscher Jurist und Politiker                                        | 83    |       |
| 26. November | Johann Martin Anwander                    | altösterreichischer Orgelbauer                                        | 58    |       |
| 26. November | Friedrich Albrecht Carl Gren              | deutscher Chemiker, Physiker, Arzt und Gründer der Annalen der Physik | 38    |       |
| 27. November | Franz Philipp Breitsprecher               | deutscher Jurist und Richter am Obertribunal Wismar                   | 59    |       |
| 30. November | Johann Friedrich Anton Fleischmann        | deutscher Komponist                                                   | 32    |       |

## Dezember
| Tag          | Name                                        | Beruf, bekannt als                                                                                                | Alter | Beleg |
| ------------ | ------------------------------------------- | --- | ----- | ----- |
| 1. Dezember  | Christian Garve                             | deutscher Philosoph                                                                                               | 56    |       |
| 4. Dezember  | Luigi Galvani                               | italienischer Arzt, Anatom und Biophysiker                                                                        | 61    |       |
| 7. Dezember  | Johann Christoph Heckel                     | deutscher lutherischer Theologe und Kirchenlieddichter                                                            | 51    |       |
| 8. Dezember  | Richard Newton                              | britischer Karikaturist                                                                                           | 21    |       |
| 9. Dezember  | Johann Reinhold Forster                     | deutscher Naturwissenschaftler                                                                                    | 69    |       |
| 10. Dezember | Laurynas Gucevičius                         | litauischer Architekt des Klassizismus                                                                            |       |       |
| 11. Dezember | Karl von Keuhl                              | kaiserlicher Feldmarschall-Lieutenant und Ritter des Maria Theresia-Ordens                                        |       |       |
| 13. Dezember | Karl von Türckheim                          | k.k. Feldmarschall-Lieutenant                                                                                     |       |       |
| 13. Dezember | Karl Friedrich von Zehmen                   | deutscher Bischof                                                                                                 | 78    |       |
| 16. Dezember | Gaetano Brunetti                            | italienischer Komponist, Violinist und Dirigent                                                                   |       |       |
| 16. Dezember | Wilhelm Heinrich Sebastian Bucholz          | deutscher Amtsarzt, Apotheker, Botaniker, Chemiker und Berater Goethes in naturwissenschaftlichen Fragestellungen | 63    |       |
| 16. Dezember | Georg Christoph Conradi                     | deutscher Mediziner                                                                                               | 31    |       |
| 16. Dezember | John Henry                                  | US-amerikanischer Politiker                                                                                       | 48    |       |
| 16. Dezember | Thomas Pennant                              | walisischer Naturwissenschaftler, Ornithologe und Altertumsforscher                                               | 72    |       |
| 18. Dezember | Michael Johann von Wallis                   | österreichischer Feldmarschall und Hofkriegsratspräsident                                                         | 66    |       |
| 19. Dezember | Charles-Joseph Panckoucke                   | französischer Schriftsteller und Verleger                                                                         | 62    |       |
| 23. Dezember | Felix Anton Blau                            | deutscher katholischer Priester, Theologe, Politiker und Aufklärer im deutschen Katholizismus                     | 44    |       |
| 23. Dezember | Emmerich Christovich                        | ungarischer Geistlicher                                                                                           | 87    |       |
| 23. Dezember | Gottlob Friedrich Leberecht von Stutterheim | Landsyndikus der Niederlausitz und kursächsischer Geheimer Finanzrat                                              | 41    |       |
| 24. Dezember | Heinrich Gottlob von Braun                  | preußischer General der Infanterie                                                                                | 81    |       |
| 24. Dezember | François Hilarion Point                     | französischer General der Infanterie                                                                              | 39    |       |
| 29. Dezember | Josephus Simon Sertürner                    | österreichisch-deutscher Landmesser und Architekt                                                                 |       |       |
| 29. Dezember | William Wales                               | britischer Astronom                                                                                               |       |       |
| 30. Dezember | Christian Gotthelf von Gutschmid            | sächsischer Theologe, Pädagoge und Politiker                                                                      | 77    |       |
| 30. Dezember | Nicolas-Gabriel Le Clerc                    | französischer Arzt und Autor                                                                                      | 72    |       |
| Dezember     | Eleazer McComb                              | US-amerikanischer Politiker                                                                                       | 58    |       |

## Datum unbekannt
| Tag | Name                                 | Beruf, bekannt als                                            | Alter | Beleg |
| --- | ------------------------------------ | ------------------------------------------------------------- | ----- | ----- |
|     | Gaetano Besozzi                      | italienischer Oboist und Komponist                            |       |       |
|     | Karl Joseph Biener von Bienenberg    | Prähistoriker und Kreishauptmann von Königgrätz               |       |       |
|     | Hermann Bilderbeck                   | Kaufmann und Ratsherr der Hansestadt Lübeck                   |       |       |
|     | Eleonora Czartoryska                 | polnische Fürstin                                             |       |       |
|     | Johann Franz Greippel                | österreichischer Maler                                        |       |       |
|     | Henri Hachette des Portes            | französischer Bischof                                         |       |       |
|     | Daniel Herrmann                      | Schweizer Hafner                                              |       |       |
|     | Christopher Hewetson                 | irischer Bildhauer in Rom                                     |       |       |
|     | Alexander Kilham                     | englischer methodistischer Pastor                             |       |       |
|     | Jigme Lingpa                         | tibetischer Dzogchen-Meister und Tertön der Nyingma-Tradition |       |       |
|     | Elias Meyer                          | Gründer der neuzeitlichen jüdischen Gemeinde in Einbeck       |       |       |
|     | Francesco Milizia                    | italienischer Architekt und Theoretiker des Klassizismus      |       |       |
|     | Johann Preuß                         | Orgelbauer                                                    |       |       |
|     | Madeleine de Puisieux                | französische Schriftstellerin                                 |       |       |
|     | Karl Wilhelm Friedrich von Schmettau | preußischer Offizier                                          |       |       |
|     | Johann Nepomuk Schöpf                | Maler des Barock                                              |       |       |
|     | Tarrare                              | französischer Vielesser                                       |       |       |
|     | Johann Friedrich Wilhelm Widenmann   | deutscher Mineraloge                                          |       |       |
|     | Nicolaus von der Willig              | deutscher Kaufmann und Vorsitzender der Handelskammer         |       |       |